# Tournoi de clôture du championnat du Chili de football 2011
Navigation
Tournoi précédent Tournoi suivant
Le tournoi de clôture de la saison 2011 du Championnat du Chili de football est le second tournoi de la 79e édition du championnat de première division au Chili. 
La saison sportive est scindée en deux tournois saisonniers, Ouverture et Clôture, qui décerne chacun un titre de champion. Le fonctionnement de chaque tournoi est le même; une première phase voit les équipes regroupées au sein d'une poule unique où elles affrontent les autres équipes une seule fois, les huit premiers se qualifient pour la seconde phase, jouée en matchs à élimination directe. Le vainqueur du tournoi de Clôture se qualifie pour la Copa Libertadores 2012.
C'est le club du CF Universidad de Chile, tenant du titre, qui remporte à nouveau le tournoi après avoir battu en finale de tournoi le Club de Deportes Cobreloa. C'est le quinzième titre de champion du Chili de l'histoire du club.

## Les clubs participants
| - Colo Colo - CD Universidad Católica - CF Universidad de Chile - Municipal Iquique - Union La Calera - Club de Deportes Cobreloa - Club Deportivo Huachipato - Club Deportivo O'Higgins - Deportivo Ñublense | - Union San Felipe - Club de Deportes Cobresal - Unión Española - Audax Italiano - Deportes La Serena - Club Deportivo Palestino - CD Santiago Morning - CD Universidad de Concepción - Santiago Wanderers |

## Compétition
Le barème utilisé pour établir le classement est le suivant :
- Victoire : 3 points
- Match nul : 1 point
- Défaite : 0 point

### Première phase

#### Classement
Seuls les huit premiers se qualifient pour la seconde phase.
| Rang | Équipe                       | Pts | J  | G  | N | P  | Bp | Bc | Diff |
| ---- | ---------------------------- | --- | -- | -- | - | -- | -- | -- | ---- |
| 1    | CF Universidad de Chile      | 39  | 17 | 11 | 6 | 0  | 39 | 15 | +24  |
| 2    | Club de Deportes Cobreloa    | 31  | 17 | 9  | 4 | 4  | 27 | 17 | +10  |
| 3    | Colo Colo                    | 30  | 17 | 9  | 3 | 5  | 27 | 28 | -1   |
| 4    | Audax Italiano               | 29  | 17 | 8  | 5 | 4  | 29 | 23 | +6   |
| 5    | CD Universidad Católica      | 28  | 17 | 8  | 4 | 5  | 29 | 18 | +11  |
| 6    | Deportes La Serena           | 28  | 17 | 8  | 4 | 5  | 26 | 23 | +3   |
| 7    | Unión La Calera              | 24  | 17 | 7  | 3 | 7  | 20 | 18 | +2   |
| 8    | Unión Española               | 23  | 17 | 6  | 5 | 6  | 31 | 23 | +8   |
| 9    | Club de Deportes Cobresal    | 23  | 17 | 6  | 5 | 6  | 22 | 29 | -7   |
| 10   | Santiago Wanderers           | 20  | 17 | 5  | 5 | 7  | 19 | 22 | -3   |
| 11   | Municipal Iquique            | 20  | 17 | 5  | 5 | 7  | 30 | 41 | -11  |
| 12   | CD Santiago Morning          | 19  | 17 | 6  | 1 | 10 | 29 | 34 | -5   |
| 13   | Deportivo Ñublense           | 19  | 17 | 6  | 1 | 10 | 22 | 32 | -10  |
| 14   | CD Universidad de Concepción | 19  | 17 | 4  | 7 | 6  | 20 | 21 | -1   |
| 15   | Club Deportivo Palestino     | 19  | 17 | 4  | 7 | 6  | 19 | 24 | -5   |
| 16   | Club Deportivo O'Higgins     | 17  | 17 | 4  | 5 | 8  | 23 | 26 | -3   |
| 17   | Club Deportivo Huachipato    | 17  | 17 | 4  | 5 | 8  | 25 | 30 | -5   |
| 18   | Unión San Felipe             | 13  | 17 | 2  | 7 | 8  | 16 | 29 | -13  |

|  | Qualification pour la seconde phase               |
|  | T : Tenant du titre P : Promu de Segunda Division |

#### Matchs
| Résultats (▼dom., ►ext.)  | AUD | CLA | CSL | COL | IQU | SER | HUA | ÑUB | O'HI | PAL | SAM | SAW | UNI | ULC | USF | UCA | UCH | UCO |
| Audax Italiano            |     |     |     |     | 3-0 | 2-1 | 1-1 | 2-0 |      |     | 5-0 |     |     | 2-1 |     | 0-0 | 1-1 | 2-1 |
| Club de Deportes Cobreloa | 3-4 |     |     | 0-1 |     |     | 1-0 | 2-0 |      |     | 2-1 | 1-0 | 0-0 |     |     | 2-0 |     | 1-1 |
| Club de Deportes Cobresal | 3-2 | 0-3 |     | 0-2 | 3-3 | 2-1 |     |     | 1-0  |     |     | 3-2 | 2-2 |     |     | 2-2 |     |     |
| Colo Colo                 | 3-0 |     |     |     |     |     |     | 2-1 |      | 3-1 | 3-1 | 3-1 | 3-2 |     | 2-2 |     | 2-2 |     |
| Municipal Iquique         |     | 2-4 |     | 1-1 |     | 1-1 | 3-2 |     | 3-2  | 1-3 | 4-2 |     | 1-5 |     |     |     |     |     |
| Deportes La Serena        |     | 2-1 |     | 4-0 |     |     | 1-0 | 3-1 |      |     |     |     | 3-2 | 0-0 | 2-1 |     |     | 2-0 |
| Club Deportivo Huachipato |     |     | 1-0 | 1-2 |     |     |     |     |      | 0-1 | 1-3 |     | 2-1 | 1-0 | 2-2 | 1-1 |     |     |
| Deportivo Ñublense        |     |     | 0-2 |     | 1-2 |     | 2-4 |     |      | 3-1 |     |     |     | 1-3 |     | 2-0 | 1-4 | 2-1 |
| Club Deportivo O'Higgins  | 0-1 | 2-2 |     | 2-0 |     | 1-1 | 4-4 | 1-1 |      |     | 2-1 |     |     |     | 3-0 |     |     | 3-0 |
| Club Deportivo Palestino  | 0-0 | 0-2 | 2-1 |     |     | 1-1 |     |     | 2-2  |     | 2-4 | 1-1 |     |     | 1-0 |     | 1-1 |     |
| Santiago Morning          |     |     | 5-0 |     |     | 4-1 |     | 1-3 |      |     |     | 3-0 |     |     | 1-1 | 3-2 | 0-2 | 0-3 |
| Santiago Wanderers        | 2-0 |     |     |     | 2-2 | 0-2 | 2-1 | 0-1 | 1-0  |     |     |     | 1-1 |     |     | 2-0 | 1-1 |     |
| Unión Española            | 5-2 |     |     |     |     |     |     | 3-1 | 3-1  | 0-0 | 1-0 |     |     |     | 3-0 | 1-2 | 0-1 |     |
| Unión La Calera           |     | 0-1 | 0-1 | 3-0 | 1-2 |     |     |     | 1-0  | 3-2 | 2-0 | 1-0 | 2-0 |     |     |     |     |     |
| Unión San Felipe          | 2-2 | 1-1 | 1-1 |     | 2-1 |     |     | 1-2 |      |     |     | 0-2 |     | 1-1 |     |     | 0-3 |     |
| CD Universidad Católica   |     |     |     | 4-0 | 4-1 | 4-1 |     |     | 2-0  | 2-1 |     |     |     | 4-0 | 0-1 |     |     | 2-1 |
| CF Universidad de Chile   |     | 3-1 | 3-1 |     | 2-2 | 3-0 | 5-3 |     | 3-0  |     |     |     |     | 3-2 |     | 0-0 |     | 2-0 |
| Universidad de Concepción |     |     | 0-0 | 3-0 | 3-1 |     | 1-1 |     |      | 0-0 |     | 2-2 | 2-2 | 0-0 | 2-1 |     |     |     |

### Seconde phase
Quarts de finale :
| Équipe 1                  | Résultat | Équipe 2                | Aller | Retour |
| ------------------------- | -------- | ----------------------- | ----- | ------ |
| CF Universidad de Chile   | 4 - 0    | Unión Española          | 1 - 0 | 3 - 0  |
| Audax Italiano            | 1 - 4    | CD Universidad Católica | 1 - 3 | 0 - 1  |
| Colo Colo                 | 9 - 3    | Deportes La Serena      | 6 - 2 | 3 - 1  |
| Club de Deportes Cobreloa | 5 - 3    | Union La Calera         | 1 - 0 | 4 - 3  |

Demi-finales :
| Équipe 1                | Résultat | Équipe 2                  | Aller | Retour |
| ----------------------- | -------- | ------------------------- | ----- | ------ |
| Colo Colo               | 4 - 4    | Club de Deportes Cobreloa | 2 - 3 | 2 - 1  |
| CF Universidad de Chile | 3 - 3    | CD Universidad Católica   | 2 - 1 | 1 - 2  |

- En cas d'égalité sur l'ensemble des deux matchs, c'est l'équipe la mieux classée à l'issue de la phase régulière qui se qualifie pour le tour suivant.

Finale :
| 26 décembre 2011 | Club de Deportes Cobreloa | 0 - 0 | CF Universidad de Chile | Estadio Municipal de Calama, Calama             |
|                  |                           |       |                         | Spectateurs : 10 268 Arbitrage : Eduardo Gamboa |

| 29 décembre 2009 | CF Universidad de Chile                  | 3 - 0 | Club de Deportes Cobreloa | Estadio Nacional de Chile, Santiago du Chili   |                                                |
|                  | Canales 24e · Vargas 28e · Rodriguez 35e |       |                           | Spectateurs : 44 870 Arbitrage : Enrique Osses | Spectateurs : 44 870 Arbitrage : Enrique Osses |

### Classement cumulé
Un classement cumulé des deux tournois de l'année 2009 est effectué afin de déterminer à la fois la troisième équipe qualifiée pour la Copa Libertadores (par le biais du tour préliminaire) mais aussi les deux équipes reléguées.
| Rang | Équipe                      | Pts | J  | G  | N  | P  | Bp | Bc | Diff |
| ---- | --------------------------- | --- | -- | -- | -- | -- | -- | -- | ---- |
| 1    | CF Universidad de ChileO C  | 74  | 34 | 21 | 11 | 2  | 78 | 35 | +43  |
| 2    | CD Universidad CatólicaOf   | 66  | 34 | 19 | 9  | 6  | 63 | 36 | +27  |
| 3    | Unión Española              | 55  | 34 | 15 | 10 | 9  | 64 | 41 | +23  |
| 4    | Colo Colo                   | 54  | 34 | 16 | 6  | 12 | 55 | 54 | +1   |
| 5    | Audax Italiano              | 50  | 34 | 14 | 8  | 12 | 53 | 51 | +2   |
| 6    | Unión La Calera             | 49  | 34 | 14 | 7  | 13 | 38 | 36 | +2   |
| 7    | Club de Deportes CobreloaCf | 49  | 34 | 13 | 10 | 11 | 43 | 39 | +4   |
| 8    | Deportes La Serena          | 49  | 34 | 13 | 10 | 11 | 54 | 51 | +3   |
| 9    | Club Deportivo Palestino    | 49  | 34 | 13 | 10 | 11 | 45 | 44 | +1   |
| 10   | Club Deportivo O'Higgins    | 44  | 34 | 12 | 8  | 14 | 52 | 52 | 0    |
| 11   | Municipal Iquique           | 41  | 34 | 10 | 11 | 13 | 48 | 63 | -15  |
| 12   | Club de Deportes Cobresal   | 39  | 34 | 11 | 6  | 17 | 48 | 70 | -22  |
| 13   | Universidad de Concepción   | 39  | 34 | 10 | 9  | 15 | 44 | 47 | -3   |
| 14   | Club Deportivo Huachipato   | 39  | 34 | 10 | 9  | 15 | 49 | 57 | -8   |
| 15   | Santiago Wanderers          | 39  | 34 | 10 | 9  | 15 | 42 | 53 | -11  |
| 16   | Unión San Felipe            | 37  | 34 | 9  | 10 | 15 | 40 | 50 | -10  |
| 17   | CD Santiago Morning         | 35  | 34 | 9  | 8  | 17 | 51 | 55 | -4   |
| 18   | Deportivo Ñublense          | 33  | 34 | 10 | 3  | 21 | 39 | 63 | -24  |

|  | Qualification pour la Copa Libertadores 2010                                                                                                |
|  | Qualification pour le tour préliminaire de la Copa Libertadores 2010                                                                        |
|  | Participation au barrage de promotion-relégation                                                                                            |
|  | Relégation directe en Segunda División |
|  | O : Vainqueur du tournoi Ouverture Of : Finaliste du tournoi Ouverture C : Vainqueur du tournoi Clôture Cf : Finaliste du tournoi Ouverture |

#### Barrage de promotion-relégation
Les 15e et 16e de Primera Division affrontent les 3e et 4e de Segunda Division pour déterminer les deux derniers clubs participant à la prochaine saison.
| Équipe 1           | Résultat | Équipe 2                     | Aller | Retour |
| ------------------ | -------- | ---------------------------- | ----- | ------ |
| Santiago Wanderers | 3 - 2    | Deportes Naval (D2)          | 1 - 0 | 2 - 2  |
| Union San Felipe   | 2 - 1    | Everton de Viña del Mar (D2) | 0 - 1 | 2 - 0  |

## Bilan du tournoi
| Championnat du Chili de football 2011 |                                     |
| Champion                              | CF Universidad de Chile (15e titre) |
| Qualifications continentales          |                                     |
| Copa Libertadores 2012                | CF Universidad de Chile             |
| Copa Libertadores 2012                | CD Universidad Católica             |
| Copa Libertadores 2012                | Unión Española (tour préliminaire)  |
| Promotions et relégations             |                                     |
| Promus en Primera División            | Deportes Antofagasta                |
| Promus en Primera División            | CSD Rangers                         |
| Relégués en Segunda División          | CD Santiago Morning                 |
| Relégués en Segunda División          | Deportivo Ñublense                  |